# 靳輔
靳輔（1633年—1692年），字紫垣。盛京遼陽人，隸漢軍鑲黃旗，清朝政治人物，曾負責治河。

## 生平
靳輔生於明崇禎六年（1633年）。其祖先原是山東濟南人，後於清朝初年從軍戍衛，從此在遼陽落戶。靳輔在順治六年（1649年）出仕，順治九年（1652年），由官學生考授國史院編修。康熙元年（1662年），升任郎中，康熙七年，升通政使司右通政。康熙十年（1671年）授安徽巡撫，加兵部尚書，在任共6年。
康熙十六年（1677年）三月，靳輔從安徽巡撫升遷為河道總督。靳輔在這一年是45歲。從這時開始，直到60歲身故時，靳輔這一段的人生歲月致力於治河。任總督時，浙江錢塘人陈潢是他的僚屬。靳輔對治河本無研究，所以凡治河之事，都向陳潢請教，同陈調查黄河、淮河形势，連上八疏，以為“治河之道，必当审其全局，将河道、运道为一体，彻首尾而合治之，而后可无弊也”。靳輔治水大致遵奉明代潘季馴“束水冲沙”之法。治河十幾年所取得的成果，與陳潢的協助密不可分。
靳輔出任河道總督時，正值黃河、淮河氾濫嚴重，使得江南的漕运米糧不能順利運往北京，靳輔首先在淮陰以東當時黃河的兩岸建造堅固的河堤，一直延伸到距離海岸線20里的地方，又在淮陰以西地區，加淝沿淮河與洪澤湖的一線的若干河堤、水壩，使之不再潰堤。如此一來，河水單純向前流動，增大了沖刷河底淤的力量，使黃河自我除沙的功能大為加強。
靳輔知道運河關係國家漕運，為了不讓黃河改道奪路而使其中斷，於是在黃河北岸開闢一條長達一百八十里，為了防止改道運河的黃河之水潰決大堤，靳輔在淮陰至江都治運河各縣興築若干「減水壩」。不但防止運河氾濫或缺口，又可以使用在運河周圍的農田灌溉。
康熙二十四年（1685年），靳輔與安徽按察使小于成龙不合，小于成龙主张开挖下游河道、疏通海口，康熙二十七年（1688年），兩人多次激辩，小于成龙攻击靳辅党附納蘭明珠。康熙二十七年，御史郭琇告靳辅治河九年无功，靳辅被免职，陈潢病死狱中。康熙三十一年（1692年）复职，是年即病逝。卒諡文襄。著有《治河方略》八卷、《治河奏績書》四卷、《靳文襄奏疏》八卷。

## 評價與爭議
靳輔為官清廉，除應得的俸祿外，治河公款分文不取，工程中的大小開支更是詳細記載，也時常親臨施工現場監督指揮，得到治河民工和兩岸百姓的一致稱讚。
靳輔治河雖然有所貢獻，治河的方法確實踏實可靠，然而直隸巡撫小于成龍等人卻認為靳輔治河的方法，斥資過大、曠日費時，靳輔以「治河無功」罪名，遭到免職。
靳輔身故後，此後，王新命、小于成龍、張鵬翮相繼任河道總督，基本上仍然沿用靳輔與陈潢的治河方法，受到康熙帝的嘲讽。

## 註解
1. ↑  即在堤下開幾個可以開閉的洞，洞外開鑿引河，與附近的溝渠或小河相連，在必要時可開洞放水[參⁠ 2]。」
2. ↑  于成龙，字振甲，直隶人，同慕天颜友好，为区别于同时代另一位号称“天下第一廉吏”的山西人于成龍，故称为“小于成龙”。
3. ↑   註:

## 延伸阅读
[在维基数据编辑]
 《清史稿·卷279》，出自趙爾巽《清史稿》

## 藝術形象
- 《天下長河》（2022年中國古裝歷史劇，由黃志忠飾演。